# Corynis obscura
Corynis obscura är en stekelart som först beskrevs av Fabricius 1775.  Corynis obscura ingår i släktet Corynis, och familjen klubbhornsteklar. Arten är reproducerande i Sverige.